# Sema-Pass
Der Sema-Pass (russisch Семи́нский перевал, transkribiert Seminski perewal, daher auch Seminski-Pass) ist die wichtigste Straßenverbindung von Westsibirien in die Gebirgsregion des russischen Altai. Die umgebende in Ost-West-Richtung verlaufende Gebirgskette trägt den Namen Sema-Kamm. Die Bezeichnung von Pass und Gebirgskette geht auf den Katun-Nebenfluss Sema zurück.
Der Pass wird von der Fernstraße R256 (Tschuiski trakt, ehemals M52) erschlossen und hat eine Meereshöhe von 1800 m. Der nächstgelegene größere Ort ist das 30 km nördlich gelegene Schebalino an einem Nebenfluss des Katun, dessen Durchbruchstal im Vorgebirge für eine Schnellstraße zu eng ist.
Im weiteren Verlauf führt die Südrampe der Passstraße durch den regionalen Hauptort Ongudai wieder ins Haupttal des Katun hinunter und erreicht es nach etwa 100 km beim Ort Inja.